# 쿨라수쿠스
쿨라수쿠스(Culasuchus)는 중생대 백악기 전기에 살았던 양서류의 일종이다. 속명의 뜻은 '쿨의 악어'인데, 고생물학자 이름을 따온 것과 동시에 당시 생존 환경이 추운 기후였던 것을 감안해 '쿨'이라는 뜻도 있다. 정확한 라틴어 발음대로 하면 '코올라수쿠스'가 맞으나 영어를 학명에 적용했기 때문에 쿨라수쿠스로 표기한다.

## 특징
몸길이는 최대 3m, 무게는 500kg으로 분추목 양서류 중에서는 매우 큰 편에 속한다. 분추목 중에서도 백악기까지 오랫동안 생존했으며, 일반적으로 분추목은 악어와의 경쟁으로 쇠퇴한 것으로 보이지만 백악기 당시의 오스트레일리아는 악어가 살기에는 너무 추워서 이런 경쟁을 비켜갈 수 있었고, 이런 당시 기후에 적응하기 위해 오늘날의 도롱뇽처럼 겨울철에는 동면을 해서 추운 기후에도 살아남을 수 있었던 것으로 보인다.
쿨라수쿠스도 다른 분추목과 마찬가지로 50cm에 달하는 무거운 두개골을 가지는데 반해 작고 약한 몸과 다리를 갖고 있었으며 또한 악어처럼 눈이 머리 위쪽에 있어서 숨어서 사냥감을 공격한 것으로 추정된다. 극도로 큰 머리와 입 때문에 누워 기다리다가 갑자기 입을 벌려 물과 먹이를 함께 빨아먹는 사냥방법을 사용했을 수도 있다는 추측도 있다. 먹잇감은 주로 물고기나 가재, 물을 마시러 오는 작은 공룡, 포유류등이었을 것으로 추정된다.